# Wenkbrauwtangare
De wenkbrauwtangare (Thlypopsis superciliaris synoniem: Hemispingus superciliaris) is een zangvogel uit de familie Thraupidae (tangaren).

## Verspreiding en leefgebied
Deze soort telt 7 ondersoorten:
- T. s. chrysophrys: westelijk Venezuela.
- T. s. superciliaris: het noordelijke deel van Centraal-Colombia.
- T. s. nigrifrons: van centraal Colombia tot centraal Ecuador.
- T. s. maculifrons: zuidwestelijk Ecuador en noordwestelijk Peru.
- T. s. insignis: noordelijk en het noordelijke deel van Centraal-Peru.
- T. s. leucogastrus: centraal Peru.
- T. s. urubambae: van zuidelijk Peru tot centraal Bolivia.